# 스레드 이진 트리

스레드 이진 트리

스레드 이진 트리(Threaded binary tree)는 이진 트리의 한 종류로, 가리키는 곳이 없는 모든 오른쪽 널 포인터(null pointer)를 중위 후속자 노드로 연결하고, 가리키는 곳이 없는 모든 왼쪽 널 포인터를 중위 선행자 노드로 연결한 것을 말하며, 재귀적인 중위 순회를 빠르게 할 수 있는 방법으로 사용된다.
이는 또한 조금 느리더라도 부모 포인터나 스택을 사용하지 않고도 스레드 이진 트리에서 노드의 부모를 찾을 수 있게 해 준다. 이는 스택 공간을 쓸 수 없거나, 부모 노드의 위치를 알 수 없을 때 유용하게 사용될 수 있다.

## 예시
어떤 노드 k가 오른쪽 자식 노드 m을 가지고 있다면 m의 왼쪽 포인터는 왼쪽 자식이나 스레드를 통해 다시 k를 가리킬 수 있다. 또한 노드 k가 왼쪽 자식 노드 n을 가지고 있다면 n의 오른쪽 포인터는 오른쪽 자식이나 스레드를 통해 다시 k를 가리킬 수 있다. 이는 어떠한 노드의 자식이 그 부모가 되는 상황과 비슷하다.

## 구현
C 코드로 스레드 이진 트리를 나타내면,
```
Node
*
 
parent
(
Node
*
 
node
)

{

    
Node
 
*
x
,
 
*
y
,
 
*
p
;

    
if
 
(
node
 
==
 
root
)

        
return
 
null
;

    
x
 
=
 
y
 
=
 
node
;

    
while
 
(
1
)

    
{

        
if
 
(
 
is_thread
(
y
->
right
)
 
)

        
{

            
p
 
=
 
y
->
right
;

            
if
 
(
p
 
==
 
null
 
||
 
p
->
left
 
!=
 
node
)

            
{

                
p
 
=
 
x
;

                
while
 
(
 
!
is_thread
(
p
->
left
)
 
)

                    
p
 
=
 
p
->
left
;

                
p
 
=
 
p
->
left
;

            
}

            
return
 
p
;

        
}

        
else
 
if
 
(
 
is_thread
(
x
->
left
)
 
)

        
{

            
p
 
=
 
x
->
left
;

            
if
 
(
p
 
==
 
null
 
||
 
p
->
right
 
!=
 
node
)

            
{

                
p
 
=
 
y
;

                
while
 
(
 
!
is_thread
(
p
->
right
)
 
)

                    
p
 
=
 
p
->
right
;

                
p
 
=
 
p
->
right
;

            
}

            
return
 
p
;

        
}

        
x
 
=
 
x
->
left
;

        
y
 
=
 
y
->
right
;

    
}

}

```